# جامعة بني سويف الأهلية
جامعة بني سويف الأهلية هي جامعة أهلية لا تبغى الربح وتهدف لإنشاء كليات وبرامج بينية غير نمطية منتقاة بحيث تتماشى مع طبيعة المجتمع السويفى بثرواته الزراعية والصناعية لتخريج جيل قادر على المنافسة وتوجد بمجمع 330 فدان بشرق النيل في بني سويف الجديدة، مصر.

## النشأة
في 22 ديسمبر 2020، وضع رئيس جامعة بني سويف أول حجر أساس للجامعة الأهلية بتشريف وزير التعليم العالي ووفد الهيئة الهندسية، إلى جانب وجود نخبة كبيرة من أعضاء هيئة التدريس.
في 3 أغسطس 2021، تفقد رئيس جامعة بني سويف ومحافظ بني سويف موقع الجامعة الأهلية الجديدة بمجمع 330 فدان بشرق النيل،  بحضور رئيس هيئة الرقابة الإدارية والمستشار العسكري للمحافظة ووكيل مؤسسي الجامعة الأهلية.
في 10 أكتوبر 2021، أعلن رئيس جامعة بني سويف تخصيص 42 فدانا لإنشاء الجامعة الأهلية بمجمع 330 فدان بشرق النيل.

## الكليات
تضمن المرحلة الأولى كليات:
- الطب البشرى.
- طب الفم والاسنان.
- العلاج الطبيعى.
- الهندسة والتكنولوجيا المتقدمة.
- العلوم الإدارية الرقمية.
- اللغات والعلوم الإنسانية.
- كلية الإعلام الرقمى وفنون الاتصال.
- كلية تنمية الثروة الحيوانية والتصنيع الغذائى.
- مراكز بحثية متطورة.
- الصيدله.
- التجاره.
- الاداب .
- التمريض.
- علوم الملاحة وتكنولوجيا الفضاء.